# Not of This Earth (1957)
Not of This Earth (bra: O Emissário de Outro Mundo) é um filme estadunidense de 1957, dos gêneros ficção científica e terror, dirigido por Roger Corman.